# سن-ژانی-پویی
سن-ژانی-پویی (به فرانسوی: Saint-Genis-Pouilly) یک کمون در فرانسه است که در Canton of Ferney-Voltaire واقع شده‌است.

## خصوصیات
سن-ژانی-پویی ۹٫۷۷ کیلومترمربع مساحت و ۸٬۳۷۹ نفر جمعیت دارد و ۴۵۰ متر بالاتر از سطح دریا واقع شده‌است.